# アニマル・ウォーズ 森林帝国の逆襲
『アニマル・ウォーズ 森林帝国の逆襲』（原題: Furry Vengeance）は、2010年のアメリカ合衆国のコメディ映画。日本ではビデオスルーとして、2011年7月6日にDVDが発売された。

## キャスト
- ダン・サンダース: ブレンダン・フレイザー（吹替：大塚智則）
- タミー・サンダース: ブルック・シールズ（吹替：柊城えり）
- タイラー・サンダース：マット・プロコプ（吹替：浅責凍也）
- アンバー：スカイラー・サミュエルズ（吹替：小澤梨佳）
- フランク：リッキー・ガルシア（吹替：高橋珍年）
- ニール・ライマン: ケン・チョン（吹替：森田健一郎）
- フェルダー：アンジェラ・キンゼイ（吹替：志摩淳）
- ウィルソン：トビー・ハス（吹替：宮本𨾣行）
- グプタ：ジェリー・ベッドノブ（吹替：安芸比葉）
- マーティン：アリス・ドラモンド（吹替：野巴涼子）
- リッグス：ロブ・リグル（吹替：真田𨾣隆）
- クリスチャン・バー医師: ウォーレス・ショーン
- ディー・ブラッドリー・ベイカー